# 小室村 (埼玉県)
小室村（こむろむら）は、埼玉県北足立郡にあった村。現在の伊奈町南部にあたり、1943年に小針村と合併して伊奈村となり廃止した。

## 地理
- 河川 - 綾瀬川、原市沼川
- 池沼 - 原市沼

### 隣接していた自治体
（括弧内は現在の自治体）
- 北足立郡
  - 原市町（上尾市）
  - 上平村（上尾市）
  - 小針村（伊奈町）
- 南埼玉郡
  - 蓮田町（蓮田市）
  - 平野村（蓮田市）

## 歴史
- 1875年（明治8年） - 小室宿村・別所村・山田村・丸山村・小貝戸村・柄山村・中荻村・柴村が合併し、小室村となる[1]。
- 1879年（明治12年） - 郡区町村編制法施行に伴い、北足立郡に所属する[1]。
- 1889年（明治22年）4月1日 - 町村制施行に伴い、小室村が発足する[1]。大字はなし。
- 1910年（明治43年）4月16日 - 村役場を尋常小室小学校（現、伊奈町立小室小学校）の敷地を拡張した上で、その一角に移設新築する[2]。
- 1943年（昭和18年）7月15日 - 小針村と合併し、伊奈村となる[3]。小室村の村域は伊奈村の大字小室となる。